# Danil Jurjewitsch Komkow
Danil Jurjewitsch Komkow (russisch Данил Юрьевич Комков; * 31. Oktober 1985) ist ein ehemaliger russischer Radrennfahrer.
Danil Komkow gewann 2003 die Junioren-Austragung des Eintagesrennens Omloop Mandel-Leie-Schelde. 2006 wurde er Etappenzweiter und -dritter bei Way to Pekin. Im Jahr darauf gewann er den Grand Prix Sotschi. 2008 entschied er eine Etappe der Tour de Normandie für sich.
2011 gewann Komkow eine Etappe der Five Rings of Moscow und wurde russischer Bergmeister. Im selben Jahr beendete er seine Radsportlaufbahn.

## Erfolge
2007
- eine Etappe Grand Prix Sotschi

2008
- eine Etappe Tour de Normandie

2011
- eine Etappe Five Rings of Moscow
- Russischer Meister – Berg

## Teams
- 2008 Katusha
- 2009 Katusha Continental Team
- 2010 Katusha Continental Team